# Joyland (film)
Pour les articles homonymes, voir Joyland.
Pour plus de détails, voir Fiche technique et Distribution.
Joyland (جوائے لینڈ) est un film pakistanais réalisé par Saim Sadiq, sorti en 2022.

## Synopsis
Haider vit à Lahore avec sa femme Mumtaz avec son père et son frère aîné Saleem. Sa femme travaille et Haider, sans emploi, s'occupe de ses nièces pour aider sa belle-sœur Nucchi. Un jour, il trouve du travail comme danseur dans un cabaret. Il s'éprend d'une des danseuses vedettes, Biba, une femme transgenre. De son côté, sa femme Mumtaz supporte mal sa vie de moins en moins libre.

## Fiche technique
- Titre original : Joyland
- Réalisation : Saim Sadiq
- Scénario : Maggie Briggs et Saim Sadiq
- Musique : Abdullah Siddiqui
- Photographie : Joe Saade
- Montage :
- Production : Apoorva Guru Charan, Sarmad Sultan Khoosat, Lauren Mann, Malala Yousafzai[3]
- Société de production : Production Companies, All in Caps Productions, Astrakan Film AB, Blood Moon Creative, Diversity Hire, Film Manufacturers
- Sociétés de distribution : Condor Entertainment (France)
- Lieux de tournage : Lahore
- Langue originale : ourdou, pendjabi
- Format : couleur — 1,85:1 — son Dolby Digital
- Genre : drame
- Durée : 126 minutes[4]
- Dates de sortie :
  - France : 23 mai 2022 (Festival de Cannes) ; 28 décembre 2022 (sortie nationale)

## Distribution
- Ali Junejo (VF : Sébastien Mortamet) : Haider
- Rasti Farooq (VF : Élodie Lasne) : Mumtaz
- Alina Khan (VF : Rubi) : Biba
- Sarwat Gilani (en) (VF : Amandine Longeac) : Nucchi
- Salmaan Peerzada (VF : Jean-Marc Galéra) : Rana Amanullah
- Sania Saeed (en) (VF : Francine Blazquez) : Fayyaz
- Sohail Sameer (VF : Marc Wilhelm) : Saleem

## Accueil critique
Télérama rappelle que « c’est la première fois que le festival de Cannes accueille un film pakistanais en sélection officielle. Avec, comme héroïne, Biba (Alina Khan), une époustouflante femme trans. Cette danseuse dans un cabaret érotique va bouleverser la vie de Haider (Ali Junejo), un homme qui peine à exister dans sa famille à l’équilibre étouffant, entre domination masculine et désirs enfouis ».
Le réalisateur explique que « L’histoire est une fiction, mais les dynamiques qui se jouent dans cette famille sont similaires à celles que j’ai connues. […] Le Pakistan repose sur un système très patriarcal. Mais c’est aussi paradoxalement un endroit où les femmes trans sont très visibles et très importantes… […] La coexistence, bien qu’elle soit superficielle, existe bel et bien. […] Avant la colonisation britannique, elles avaient un meilleur statut social. Elles étaient associées à la poésie, aux princesses, aux bonnes manières. La colonisation, parmi bien d’autres choses, a complètement détruit cette particularité culturelle ».
Pour la rédaction de France Info, « Joyland balaye tous les clichés qui courent en Occident sur la société pakistanaise et traite d'homosexualité refoulée et de transsexuels établis, avec le personnage de Madame Biba, une meneuse de revue ambitieuse et haute en couleur ».
La réalisatrice Catherine Corsini, qui a reçu la Queer Palm l'année précédente, déclare à propos du film : « C'est un film extrêmement fort, qui représente tout ce que nous défendons. Ce film va retentir dans le monde entier. Partout où il y a des interdits de l'homosexualité. Dans Joyland, il n'y a aucune caricature. Il y a de beaux personnages, qui sont complexes et réalistes. On a été bouleversé par ce film, et très heureux de le primer ».

## Distinctions
- Festival de Cannes 2022 :
  - Queer Palm[5],[6]
  - Prix du jury Un certain regard[7]
- Chéries-Chéris 2022 : Grand Prix[8]
- Queer Lisboa 2022[9] :
  - Mention spéciale du jury
  - Prix du public